# Xylobium hyacinthinum
Xylobium hyacinthinum är en orkidéart som först beskrevs av Heinrich Gustav Reichenbach, och fick sitt nu gällande namn av Ambroise Gentil. Xylobium hyacinthinum ingår i släktet Xylobium och familjen orkidéer.
Artens utbredningsområde är Venezuela. Inga underarter finns listade i Catalogue of Life.

## Bildgalleri

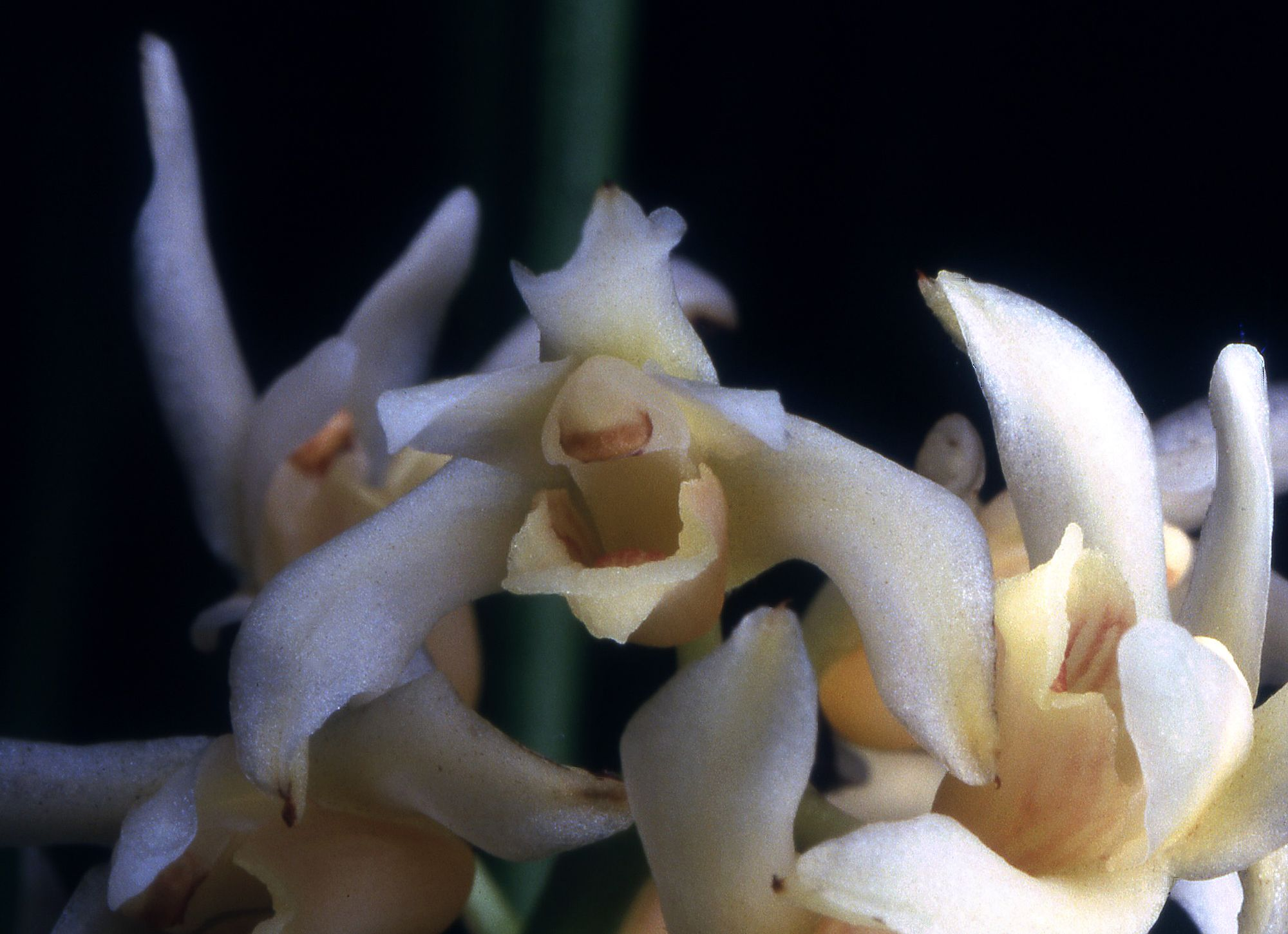
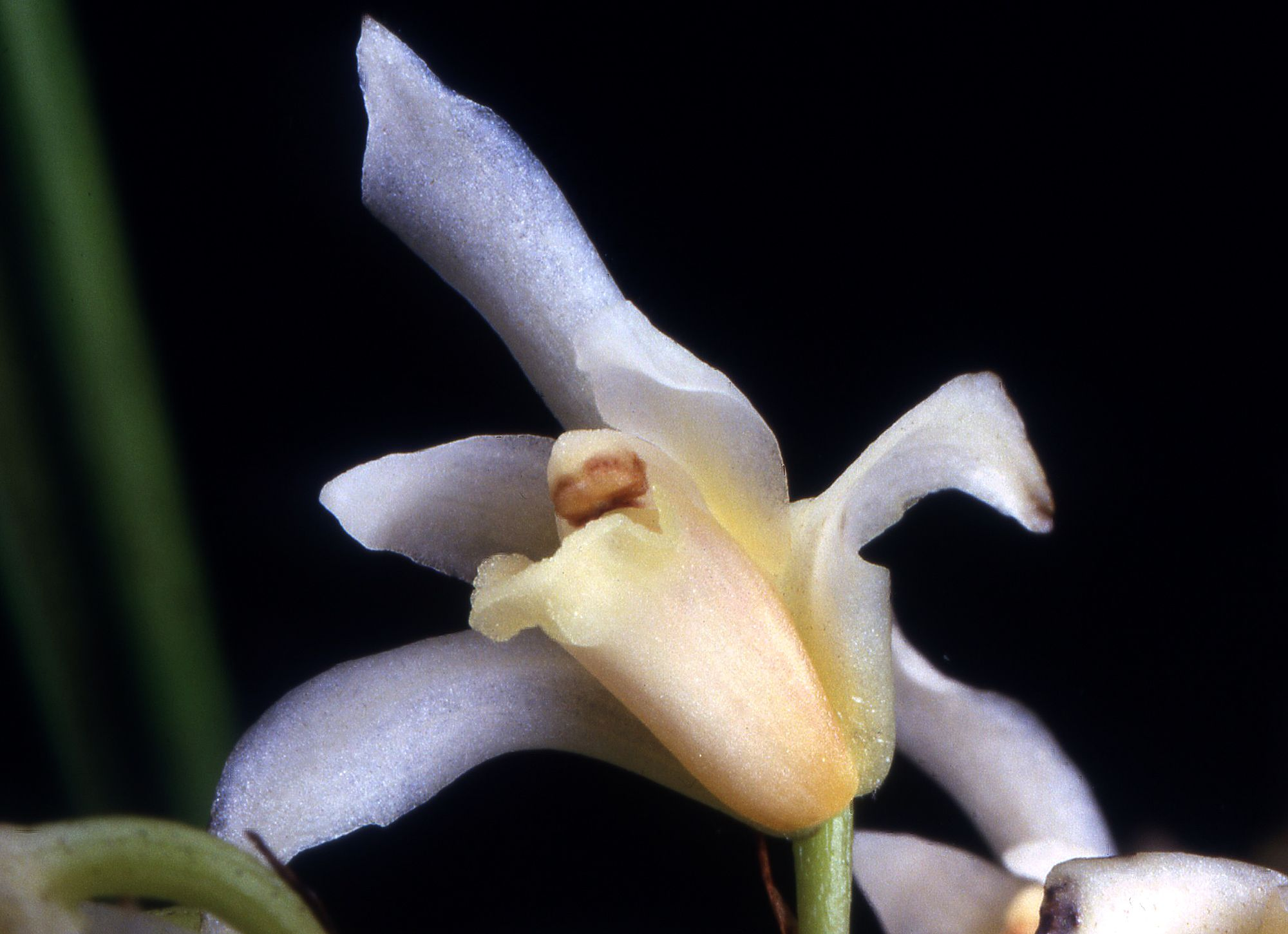